# Comuna Semeljci, Osijek-Baranja
Semeljci este o comună în cantonul Osijek-Baranja, Croația, având o populație de 4.362 de locuitori (2011).

## Demografie
Componența etnică a comunei Semeljci
     Croați (98,62%)
     Necunoscut (0,05%)
     Neclasificat (1,08%)
Componența confesională a comunei Semeljci
     Catolici (98,19%)
     Necunoscută (0,57%)
     Alte religii (1,24%)
Conform recensământului din 2011, comuna Semeljci avea 4.362 de locuitori. Din punct de vedere etnic, majoritatea locuitorilor (98,62%) erau croați. Apartenența etnică nu este cunoscută în cazul a 0,05% din locuitori. Din punct de vedere confesional, majoritatea locuitorilor (98,19%) erau catolici. Pentru 0,57% din locuitori nu este cunoscută apartenența confesională.